# Malmö Fotbollförening 2018
Questa voce raccoglie le informazioni riguardanti il Malmö Fotbollförening, meglio conosciuto come Malmö FF, nelle competizioni ufficiali della stagione 2018.

## Maglie e sponsor
Lo sponsor tecnico è nuovamente Puma. Per il secondo anno, sulle maglie campeggia il main sponsor Volkswagen.

La prima maglia è celeste (compreso il colletto), con pantaloncini bianchi e calzettoni celesti. La seconda divisa invece è interamente nera.
| Casa | Trasferta |  |

## Rosa
| N. |                      | Ruolo | Calciatore                     |
| -- | -------------------- | ----- | ------------------------------ |
| 1  | Finlandia (bandiera) | P     | Walter Viitala                 |
| 2  | Svezia (bandiera)    | D     | Eric Larsson                   |
| 3  | Svezia (bandiera)    | D     | Egzon Binaku                   |
| 4  | Svezia (bandiera)    | D     | Behrang Safari (vice capitano) |
| 5  | Danimarca (bandiera) | C     | Søren Rieks                    |
| 6  | Svezia (bandiera)    | C     | Oscar Lewicki                  |
| 7  | Comore (bandiera)    | C     | Fouad Bachirou                 |
| 8  | Islanda (bandiera)   | C     | Arnór Ingvi Traustason         |
| 9  | Svezia (bandiera)    | A     | Markus Rosenberg (capitano)    |
| 10 | Svezia (bandiera)    | A     | Carlos Strandberg              |
| 11 | Svezia (bandiera)    | A     | Alexander Jeremejeff           |
| 11 | Svezia (bandiera)    | A     | Guillermo Molins               |
| 14 | Danimarca (bandiera) | C     | Anders Christiansen            |
| 17 | Svezia (bandiera)    | D     | Rasmus Bengtsson               |

| N. |                        | Ruolo | Calciatore        |
| -- | ---------------------- | ----- | ----------------- |
| 18 | Stati Uniti (bandiera) | C     | Romain Gall       |
| 20 | Nigeria (bandiera)     | C     | Bonke Innocent    |
| 21 | Ghana (bandiera)       | C     | Kingsley Sarfo    |
| 22 | Svezia (bandiera)      | D     | Isak Ssewankambo  |
| 23 | Svezia (bandiera)      | A     | Marcus Antonsson  |
| 24 | Danimarca (bandiera)   | D     | Lasse Nielsen     |
| 26 | Norvegia (bandiera)    | D     | Andreas Vindheim  |
| 27 | Svezia (bandiera)      | P     | Johan Dahlin      |
| 29 | Svezia (bandiera)      | P     | Fredrik Andersson |
| 31 | Svezia (bandiera)      | D     | Franz Brorsson    |
| 32 | Svezia (bandiera)      | C     | Mattias Svanberg  |
| 34 | Svezia (bandiera)      | C     | Pavle Vagić       |
| 35 | Svezia (bandiera)      | C     | Samuel Adrian     |
| 40 | Svezia (bandiera)      | D     | Hugo Andersson    |

## Risultati

### Allsvenskan

#### Girone di andata
| Arbitro: | Bojan Pandžić |

|             |           |                            |
| Prodell 17’ | Marcatori | 2’ Svanberg 24’ Traustason |

| Arbitro: | Stefan Johannesson |

|                      |           |            |
| Rosenberg 43’ (rig.) | Marcatori | 12’ Goitom |

| Arbitro: | Patrik Eriksson |

|                            |           |                               |
| Safari 76’ (aut.) Sema 87’ | Marcatori | 77’ Strandberg 84’ Jeremejeff |

| Arbitro: | Mohammed Al-Hakim |

|                                        |           |  |
| Kadewere 46’ Kadewere 77’ Kozica 90+2’ | Marcatori |  |

| Arbitro: | Magnus Lindgren |

|                                       |           |                  |
| Rosenberg 40’ Rosenberg 70’ Rieks 85’ | Marcatori | 63’ (rig.) Ajeti |

| Arbitro: | Patrik Eriksson |

|                                       |           |  |
| Söderqvist 25’ V. Elm 33’ Hiago 45+1’ | Marcatori |  |

| Arbitro: | Andreas Ekberg |

|                |           |  |
| Strandberg 59’ | Marcatori |  |

| Arbitro: | Stefan Johannesson |

|                |           |                               |
| Strandberg 54’ | Marcatori | 42’ Wernersson 58’ Erlingmark |

| Arbitro: | Glenn Nyberg |

|             |           |  |
| Nielsen 90’ | Marcatori |  |

| Arbitro: | Martin Strömbergsson |

|                                 |           |                        |
| Đurđić 36’ Đurđić 65’ Dibba 70’ | Marcatori | 19’ Rieks 46’ Svanberg |

| Arbitro: | Mohammed Al-Hakim |

|                                |           |  |
| Rieks 49’ Rosenberg 77’ (rig.) | Marcatori |  |

| Arbitro: | Kristoffer Karlsson |

|                |           |          |
| Strandberg 55’ | Marcatori | 43’ Awad |

| Arbitro: | Stefan Johannesson |

|  |           |                                                      |
|  | Marcatori | 15’ Rosenberg 47’ Rosenberg 49’ Traustason 84’ Rieks |

| Arbitro: | Glenn Nyberg |

|               |           |             |
| Rosenberg 33’ | Marcatori | 72’ Ghoddos |

| Arbitro: | Andreas Ekberg |

|           |           |                               |
| Rogić 69’ | Marcatori | 48’ Strandberg 73’ Strandberg |

| Arbitro: | Bojan Pandžić |

|                               |           |            |
| Rosenberg 5’ (rig.) Rieks 65’ | Marcatori | 56’ Skrabb |

#### Girone di ritorno
| Malmö 16ª giornata | Malmö FF | – Anticipata al 3 maggio | Djurgården | Stadion |

| Arbitro: | Robert Daradic |

|  |           |           |
|  | Marcatori | 43’ Rieks |

| Arbitro: | Glenn Nyberg |

|                                         |           |  |
| Andersson 2’ Vindheim 26’ Antonsson 35’ | Marcatori |  |

| Arbitro: | Martin Strömbergsson |

|                                                                       |           |  |
| Rosenberg 62’ (rig.) Gall 66’ Gall 72’ Christiansen 76’ Antonsson 88’ | Marcatori |  |

| Arbitro: | Bojan Pandžić |

|  |           |                                     |
|  | Marcatori | 24’ Rieks 62’ Larsson 63’ Antonsson |

| Arbitro: | Johan Hamlin |

|                       |           |                                   |
| Fritzson 9’ Aiesh 15’ | Marcatori | 36’ Rieks 39’ Antonsson 57’ Rieks |

| Arbitro: | Magnus Lindgren |

|                                                      |           |  |
| Traustason 16’ Gall 32’ Traustason 42’ Rosenberg 64’ | Marcatori |  |

| Arbitro: | Bojan Pandžić |

|                                                  |           |                      |
| Holmberg 18’ Holmberg 31’ (rig.) Dagerstål 90+2’ | Marcatori | 28’ (rig.) Antonsson |

| Malmö 30 settembre 2018, ore 17:30 24ª giornata | Malmö FF    | 0 – 0 referto | GIF Sundsvall | Stadion\| Arbitro: \| Victor Wolf \| |
| Arbitro:                                        | Victor Wolf |               |               |                                      |

| Arbitro: | Magnus Lindgren |

|                |           |          |
| Jeremejeff 71’ | Marcatori | 47’ Gall |

| Arbitro: | Kristoffer Karlsson |

|                             |           |                  |
| Antonsson 47’ Rosenberg 57’ | Marcatori | 28’ (rig.) Hamad |

| Arbitro: | Bojan Pandžić |

|               |           |                  |
| Larsson 90+6’ | Marcatori | 44’ Christiansen |

| Arbitro: | Patrik Eriksson |

|                                                  |           |  |
| Antonsson 6’ Strandberg 28’ Gall 56’ Larsson 85’ | Marcatori |  |

| Arbitro: | Martin Strömbergsson |

|  |           |                                         |
|  | Marcatori | 65’ Gall 71’ Rieks 80’ (rig.) Rosenberg |

| Arbitro: | Magnus Lindgren |

|                             |           |  |
| Rosenberg 60’ Antonsson 78’ | Marcatori |  |

### Svenska Cupen 2017-2018

#### Gruppo 1
| Arbitro: | Magnus Lindgren |

|                      |           |  |
| Rosenberg 90’ (rig.) | Marcatori |  |

| Arbitro: | Glenn Nyberg |

|  |           |                                             |
|  | Marcatori | 18’ Jeremejeff 24’ Bengtsson 89’ Strandberg |

| Arbitro: | Kristoffer Karlsson |

|                                            |           |           |
| Jeremejeff 31’ Strandberg 46’ Svanberg 64’ | Marcatori | 59’ Ajeti |

#### Fase finale
| Arbitro: | Glenn Nyberg |

|             |           |  |
| Nielsen 18’ | Marcatori |  |

| Arbitro: | Mohammed Al-Hakim |

|  |           |                |
|  | Marcatori | 79’ Traustason |

| Arbitro: | Bojan Pandžić |

|                                     |           |  |
| Une Larsson 17’ Mrabti 47’ Ring 81’ | Marcatori |  |

### Svenska Cupen 2018-2019
| Arbitro: | Kristoffer Karlsson |

|  |           |                            |
|  | Marcatori | 56’ Rosenberg 90+2’ Molins |

### UEFA Champions League 2018-2019

#### Turni preliminari
| Arbitro: | Boris Marhefka |

|  |           |                                             |
|  | Marcatori | 13’ Strandberg 39’ Traustason 82’ Rosenberg |

| Arbitro: | Laurent Kopriwa |

|                            |           |  |
| Strandberg 55’ Larsson 60’ | Marcatori |  |

| Arbitro: | Nikola Dabanović |

|  |           |                |
|  | Marcatori | 45’ Strandberg |

| Arbitro: | Andrew Dallas |

|                |           |             |
| Traustason 55’ | Marcatori | 36’ Đoković |

| Arbitro: | Matej Jug |

|                  |           |          |
| Christiansen 62’ | Marcatori | 71’ Nego |

| Felcsút 14 agosto 2018, ore 20:00 Terzo turno - Ritorno | MOL Vidi                 | 0 – 0 referto | Malmö FF | Pancho Aréna\| Arbitro: \| Javier Estrada Fernández \| |
| Arbitro:                                                | Javier Estrada Fernández |               |          |                                                        |

### UEFA Europa League 2018-2019

#### Spareggi
| Arbitro: | Srdjan Jovanović |

|                             |           |                        |
| Rosenberg 12’ Antonsson 25’ | Marcatori | 60’ Wikheim 77’ Okosun |

| Arbitro: | Serdar Gözübüyük |

|  |           |                             |
|  | Marcatori | 32’ Antonsson 79’ Rosenberg |

#### Fase a gironi
| Arbitro: | Aleksei Eskov |

|                         |           |  |
| Trossard 37’ Samata 71’ | Marcatori |  |

| Arbitro: | Aleksandar Stavrev |

|                                       |           |  |
| Erkin 53’ (aut.) Rosenberg 76’ (rig.) | Marcatori |  |

| Arbitro: | Paweł Raczkowski |

|               |           |              |
| Halvorsen 87’ | Marcatori | 79’ Vindheim |

| Arbitro: | Miroslav Zelinka |

|               |           |               |
| Antonsson 67’ | Marcatori | 63’ Mortensen |

| Arbitro: | Srđan Jovanović |

|                           |           |                          |
| Lewicki 65’ Antonsson 67’ | Marcatori | 42’ Pozuelo 53’ Paintsil |

| Arbitro: | Luca Banti |

|  |           |               |
|  | Marcatori | 51’ Antonsson |

#### Fase a eliminazione diretta
Le due partite dei sedicesimi di finale contro il Chelsea, disputate nell'anno solare 2019, sono riportate all'interno della voce Malmö Fotbollförening 2019.